# Marcos Alberto Skavinski
Marcos Alberto Skavinski, meglio noto come Marcão (Curitiba, 28 marzo 1975), è un ex calciatore brasiliano, di ruolo difensore.